# Cattedrali nel Lesotho
Questa è una lista delle cattedrali nel Lesotho.

## Cattedrali cattoliche
| Cattedrale                                  | Diocesi                  | Città         |
| ------------------------------------------- | ------------------------ | ------------- |
| Cattedrale di Nostra Signora delle Vittorie | Arcidiocesi di Maseru    | Maseru        |
| Pro-Cattedrale Mater Jesu                   | Arcidiocesi di Maseru    | Roma          |
| Cattedrale di San Giuseppe                  | Diocesi di Leribe        | Leribe        |
| Cattedrale di San Patrizio                  | Diocesi di Mohale's Hoek | Mohale's Hoek |
| Cattedrale di Qacha's Nek                   | Diocesi di Qacha's Nek   | Qacha's Nek   |

## Cattedrale anglicana
| Cattedrale                              | Diocesi                      | Città  |
| --------------------------------------- | ---------------------------- | ------ |
| Cattedrale di Santa Maria e San Giacomo | Diocesi anglicana di Lesotho | Maseru |